# 霍羅登卡 (日托米爾州)
50°22′4″N 28°51′12″E / 50.36778°N 28.85333°E
霍羅登卡（羅馬化：Horodenka）是烏克蘭北部日托米爾州日托米爾區赫利博奇察市镇内的村庄。面積0.32平方公里，海拔高度208米，2001年人口51，人口密度每平方公里159.38人。